# Pierre Le Petit
Pour les articles homonymes, voir Le Petit.

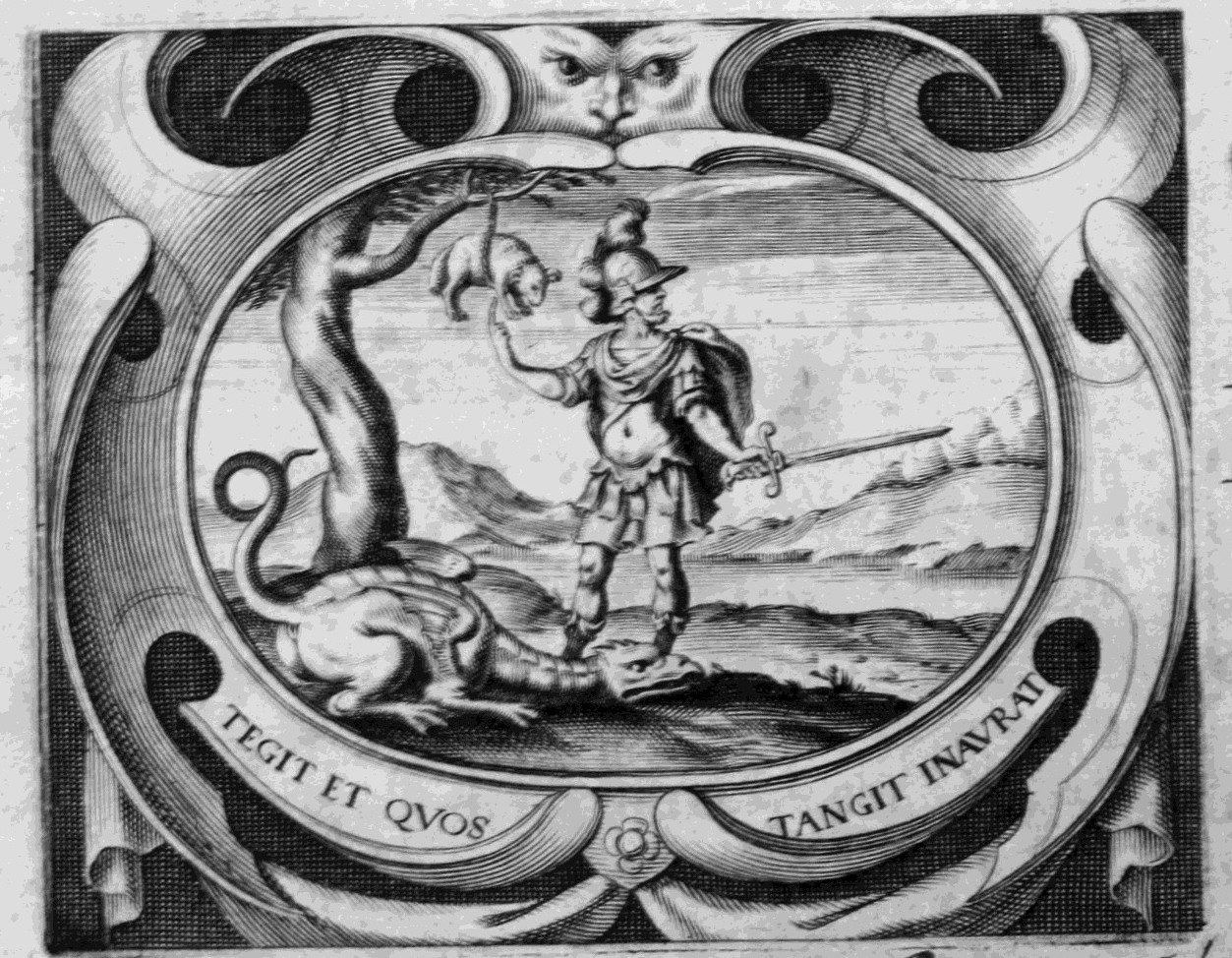
Marque typographique utilisée par P. Le Petit quand il travaille en association avec la veuve Camusat (1645)

Pierre Le Petit est un imprimeur-libraire français, né vers 1617 et mort le 25 septembre 1686.

## Biographie
Pierre Le Petit épouse la fille d'un important imprimeur-libraire, Jean Camusat, et reprend ainsi la boutique de ce dernier, d'abord en association avec sa belle-mère. Il abandonne rapidement la marque des Camusat (Jason et la Toison d'or, avec la devise tegit et quos tangit inaurat) pour s'installer à l'enseigne de la Croix d'or (marque avec la devise in hoc signo vinces).
Il devient l'imprimeur de l'Académie française en 1643. Très proche des jansénistes, il publie la plupart des grands auteurs des amis de Port-Royal, notamment Arnauld d'Andilly ou les Provinciales de Pascal. Lors de l'impression de ce dernier ouvrage, en 1656, son atelier est perquisitionné mais sa femme parvient à sauver les formes et à faire imprimer le livre le lendemain chez un ami.
En fait, Le Petit est un très grand libraire, qui bénéficie de protections importantes, ce qui lui évite d'être condamné. C'est lui, au contraire, qui intente des procès à des libraires de provinces, qui contrefont souvent les livres dont il détient le privilège. Et lorsqu'une grande partie de ses stocks brûle dans l'incendie du collège de Montaigu le 21 mars 1675, un arrêt du Conseil proroge tous ses privilèges pour cinquante ans.
Pierre Le Petit meurt en 1686 mais ses successeurs publient sous son nom jusqu'en 1693.